# 쓰지정 (도쿠시마현)
쓰지정(辻町)은 도쿠시마현 미요시군에 설치되었던 정이다. 현재의 미요시시에 해당한다.